# Не уйдём!
Не уйдём! (тат. Китмибез) — стихотворение татарского поэта Габдуллы Тукая, написанное им в 1907 году. Впервые опубликовано в сборнике «4 нче дәфтәр».

## Описание
Поэма написана на фоне выступлений правых депутатов в государственной думе против мусульман. Известный политический деятель предреволюционной поры В. М. Пуришкевич во время выступления с думской трибуны депутата от Уфимской губернии Калимуллы Хасанова, потребовавшего равного финансирования государством мусульманских и иных  образовательных учреждений, закричал с места: «Езжайте в Турцию, будут там вам мусульманские школы!». Этот случай получил широкую известность, и Тукай откликнулся своим стихотворением «Не уйдём» («Китмибез»).
Переводы на русский и другие языки нередко расходятся с оригиналом. В источниках и переводах от 1930 годов указывалось, что причиной стихотворения «Не уйдём!» было: «Строки этого стихотворения как нельзя более точно характеризуют настроения татарской интеллигенции в переломный момент истории, когда в обществе активно муссировалась идея эмиграции в Турцию в ответ на усиление национального гнёта со стороны самодержавия». Также подчёркивалось, что за этим стояло мусульманское духовенство и буржуазия.

## Текст
Китмибез
Кара йөзләр безне булмас эшкә тәклиф иттеләр:
— Сезгә монда юк ирек, солтан җиренә кит! — диләр.
Китмибез без, безгә анда мондагыдан эш кыен:
Мондагы ун урнына ул җирдә унбиш шпион.
Мондагы төслүктер анда һәм казаклар гаскәре;
Камчылар — шул иске камчы, башкалык — тик фәсләре!
Анда бит бардыр хәзинәне талаучылар, шөкер;
Ач мужиктан соң кисәкне тарткалаучы бар, шөкер!
Без җүләрме, үзебезне утка илтеп ник терик?
Бу кызу җирдән чыгып, тагын сәкарьгә ник керик?
Без күчәрбез, иң элек күчсен безем әмсарымыз,
Һәм дә кайтсын монда үткәргән безем әгъсарымыз.
Монда тудык, монда үстек, мондадыр безнең әҗәл;
Бәйләмеш бу җиргә безне тәңребез (гыйззе вә җәл).
Иң бөек максат безем: хөр мәмләкәт — хөр Русия!
Тиз генә кузгалмыйбыз без, и гөруһе ру сияһ!
Ап-ачык бу бер җаваптыр, сүздә түгел, басмада:
— Если лучше вам, Туда сами пожалте, господа!

## Внешние ссылки
Биография и стихотворения Габдуллы Тукая на русском языке